# Pelmatolapia cabrae
Pelmatolapia cabrae ist eine Fischart aus der Familie der Buntbarsche (Cichlidae), die in Westafrika vom Süden Äquatorialguineas über die küstennahen Abschnitte der Stromsysteme von Ogooué, Kouilou und Chiloango und der Mündung des Kongo bis zum Delta des Cuanza in Angola vorkommt. Die Fischart geht auch ins Brackwasser.

## Merkmale
Pelmatolapia cabrae kann eine Länge von 37 bis 40 cm erreichen. Die Fische sind sehr hochrückig, der Kopf ist kurz, das Kopfprofil ist gerade oder konkav. Die Kopflänge liegt bei 32,4 bis 37 % der Standardlänge. Die Schwanzflosse ist abgerundet. Die Grundfärbung der Fische ist gelblich, olivbraun oder graubraun. Bei Jungfischen sind die Körperseiten mit fünf bis acht Querbinden gemustert, die bei ausgewachsenen Tieren mit der Zeit verschwinden. Die hellen Bereiche zwischen den Querbinden sind schmaler als die dunklen Querbinden. Die Basis jeder Schuppe auf den Körperseiten zeigt einen sichelförmigen schwarzen Fleck. Zwischen der oberen Seitenlinie und dem Bauch sind die Schuppen mit unregelmäßig verteilten roten Punkten gemustert (1 bis 3 Punkte pro Schuppe). Kehle, Brust und der Bauch sind weißlich, in der Fortpflanzungszeit bei vielen Exemplaren aber rötlich. Die Kopfoberseite, die Oberseite der Schnauze und die Oberlippe sind dunkel olivgrün. Die unpaaren Flossen sind grünlich oder rauchig dunkel und zeigen teilweise helle Flecken auf der Flossenmembran zwischen den Weichstrahlen. Die Rückenflosse hat einen gelben Rand. Die Bauchflossen sind grünlich oder grau mit einer weißlichen Vorderkante. Die Flossen der Jungfische sind grau oder transparent. Die Kiefer sind mit vier bis sieben Zahnreihen besetzt, die Zähne der äußeren Reihe sind zweispitzig und spatenförmig. Die untere Pharyngealia ist mit relativ großen Zähnen bestückt.
- Flossenformel: Dorsale XVI–XVII/11–14, Anale III/9–11.
- Schuppenformel 30–31 (SL)
- 12 bis 16 Kiemenrechen auf dem unteren Ast des ersten Kiemenbogens.

Pelmatolapia cabrae hat eine relativ große Bedeutung für die Eiweißversorgung der in seinem Verbreitungsgebiet lebenden Menschen. Im Kongo gibt es Zuchtprogramme für die Art. Ökologie und Ernährung im natürlichen Lebensraum wurden bisher kaum erforscht.

## Systematik
Die Art wurde 1881 durch den belgisch-britischen Zoologen George Albert Boulenger unter dem wissenschaftlichen Namen Tilapia cabrae erstmals beschrieben. Später wurde sie dort in die Untergattung Pelmatolapia gestellt. In einer umfassenden Revision der tilapinen Buntbarsche im Jahr 2013 wurde Pelmatolapia in den Rang einer eigenständigen Gattung gehoben.